# Teileann
Teileann (Teelin in inglese) è una piccola comunità dell'area gaeltacht del Donegal, contea nord-occidentale della Repubblica d'Irlanda, situata sull'omonima baia di Teelin, a poca distanza dalla ben più vasta Baia di Donegal. Il luogo, molto tranquillo e suggestivo, offre vari scenari per fotografi ed escursionisti. Per raggiungerlo occorre arrivare a Carrick e svoltare a sinistra. Il villaggio è composto essenzialmente di pescatori e allevatori, una popolazione di circa 250-300 persone. 
Teileann è stato uno dei primi insediamenti ad apparire nelle mappe d'Irlanda, dato che è stato un importante porto. 
Il villaggio è conosciuto per la pesca, le immersioni e la musica tradizionale. Ha infatti un profondo porticciolo con un caratteristico attracco ben attrezzato. Molte invece le costruzioni che stanno sorgento e le conseguenti critiche sulla speculazione edilizia.
Ciò che rende Teileann meta di passaggio è però il suo attraversamento forzato per accedere a Bunglass e all'immensa scogliera di Sliabh Liag: la montagna è situata proprio sopra l'abitato, il quale è spesso oscurato nelle ore del pomeriggio dalla mole di Sliabh Liag e riceve direttamente cascate e rigagnoli dalle pendici.